# Stina Wollter
Stina Margareta Ulrika Wollter, under en tid Meiling, född 24 maj 1964 i Sollentuna församling i Stockholms län, är en svensk målare, tecknare, radioprogramledare, sångerska och textförfattare. Hon arbetar främst som konstnär men även som illustratör och föredragshållare.

## Biografi
Stina Wollter är dotter till skådespelaren Sven Wollter och teaterkritikern Annie Jenhoff samt brorsdotter till Karl-Anders Wollter. Hon är bosatt i Uppsala.

### Bildkonst
Stina Wollter utbildade sig på KV konstskola i Göteborg 1980–1981 och Konstindustriskolan 1981–1983 samt därefter vid Nordiska konstskolan i Finland 1983–1985 och vid Gerlesborgsskolan i Bohuslän 1984 och 1987. Hon arbetar i olika tekniker, men framförallt med måleri och teckning. Återkommande motiv är kvinnor och barn, ofta i hotfulla eller hotade miljöer och natur med en ödesmättad, svårdefinierad atmosfär.
År 2006 fick hon uppdraget att utforma altarplatsen till den nybyggda Korskyrkan i Uppsala. Hon är främst representerad i ett antal kommuner och Region Uppsala. Hon har haft flera separatutställningar, bland annat i Aguélimuseet i Sala 2005, Bror Hjorths Hus 2006 och Rättviks konsthall 2012. Hon har även deltagit i samlingsutställningar Hälsinglands museum 2005, i Klaipėda konsthall och Konstakademien i Vilnius 2006, jubileumsutställning för Carl von Linné i Nationella vetenskapsmuseet i Tokyo 2007, Dunkers kulturhus 2008, Uppsala konstmuseum och Bror Hjorths Hus 2009 och Vaxholm 2012. Hon undervisar även på bland annat Gerlesborgsskolan.

### TV och radio, kroppsaktivism
Hon var fram till 2018 programledare för Söndagarna med Stina Wollter på P4 Stockholm, Sveriges Radio. Därefter omvandlades programmet till en söndagsversion av Karlavagnen, ett program hon även lett tidigare. År 2019 var hon sommarpratare i Sommar i P1. Hon har tävlat i SVT-programmet På spåret med sin far och med Peder Lamm. År 2017 var hon med i TV4:s Let's Dance, där hon gick till kvartsfinal.
Emellanåt har Wollter framträtt som sångerska. Våren 2014 hade Stina Wollter Band premiär med egna countryinspirerade låtar av henne och hennes senare make Micke Olsson Wollter, som spelar gitarr.
Wollter har även blivit känd som kroppsaktivist. År 2015 började hon publicera oförställda bilder och filmer av sig själv i sociala medier. År 2018 presenterade hon boken Kring denna kropp med samma tema.
I november 2024 skulle Wollters programserie Naken med Stina Wollter haft premiär på SVT Play. I oktober 2024 valde SVT att ta bort programserien ur tablån med motiveringen från programdirektör Eva Beckman att Wollter vid två tillfällen ansågs ha delat vidare ”uppgifter på Instagram som var klart färgade av en antisemitisk tankemodell”. Wollter har själv beskrivit åtminstone delar av den vidaredelning som avses som ett misstag och bett om ursäkt.

### Familj
Stina Wollter var 1986–1990 gift med konstnären Pär Meiling (född 1960). Paret fick en dotter 1988. Hon är sedan 2018 gift med Micke Olsson Wollter (född 1964). De har tillsammans en son (född 1995).

## Filmografi
- 1983 – Profitörerna (TV-serie)

## Priser och utmärkelser
- Uppsala kommuns kulturstipendium 1993
- Konstnärsnämndens arbetsstipendium 2007
- Falu Grafikstipendium 2011
- Kerstin och Bo Pfannenstills stiftelses kulturpris 2013
- Årets författare utdelad av Vision 2018
- Hillesgårdspriset för medmänsklighet 2020[12]